# Zamarada delosis
Zamarada delosis là một loài bướm đêm trong họ Geometridae.